# 庫拉吉諾區
53°53′51″N 92°40′21″E / 53.89750°N 92.67250°E
庫拉吉諾區（俄语：Курагинский район），是俄羅斯克拉斯諾亞爾斯克邊疆區的一個區，行政中心为库拉吉诺，始建於1924年4月4日，面積24,073平方公里，人口47,690（2010年）。